# Utskarpen (fjord)
Utskarpen er en sidefjord til Ranfjorden i Rana kommune i Nordland fylke i Norge. Den går 4,5 kilometer mod nordøst til bygden Utskarpen. Fjorden har indløb mellem Børrestøllia i vest og Kvitneset i øst. På vestsiden af fjorden ligger Buvika, Åenget og Dalosen, og på østsiden ligger Brattland og Storstranda.
Forholdsordet «ut-» karakteriserer denne fjord som «den ydre» (den nordlige) fjord, nord for Ranfjorden. Rygh mente at «den indre» (sydlige) «fjord» trolig er Skarpsundet med Skarpneset, eftersom der ikke findes andre kendte fjord-navne med stammen «skarp-».